# Werner Spillemaeckers
Werner Spillemaeckers (3 december 1936 - 9 november 2011) was een Belgisch dichter en griffier bij de rechtbank van eerste aanleg in Antwerpen.
Spillemaeckers studeerde kunstgeschiedenis, muziek en oudheidkunde. Zijn vader duwde zijn hem in het griffiersambt - eerst tegen zijn zin - maar het werk liet hem toe om een nevencarrière als dichter en schrijver te hebben.
In 1972 was hij een van de stichters van de Pink Poets.

## In populaire cultuur
- Spillemaeckers was een vriend van striptekenaar Merho. Hij gaf Spillemaeckers twee cameo's in de stripreeks De Kiekeboes. In De doedelzak van Mac Reel speelt hij de rol van professor "Werner von Spillmachers" die altijd in weerspreuken spreekt. In De bende van Moemoe is hij nog eens kort te zien als griffier in een rechtbank.